# رثاء

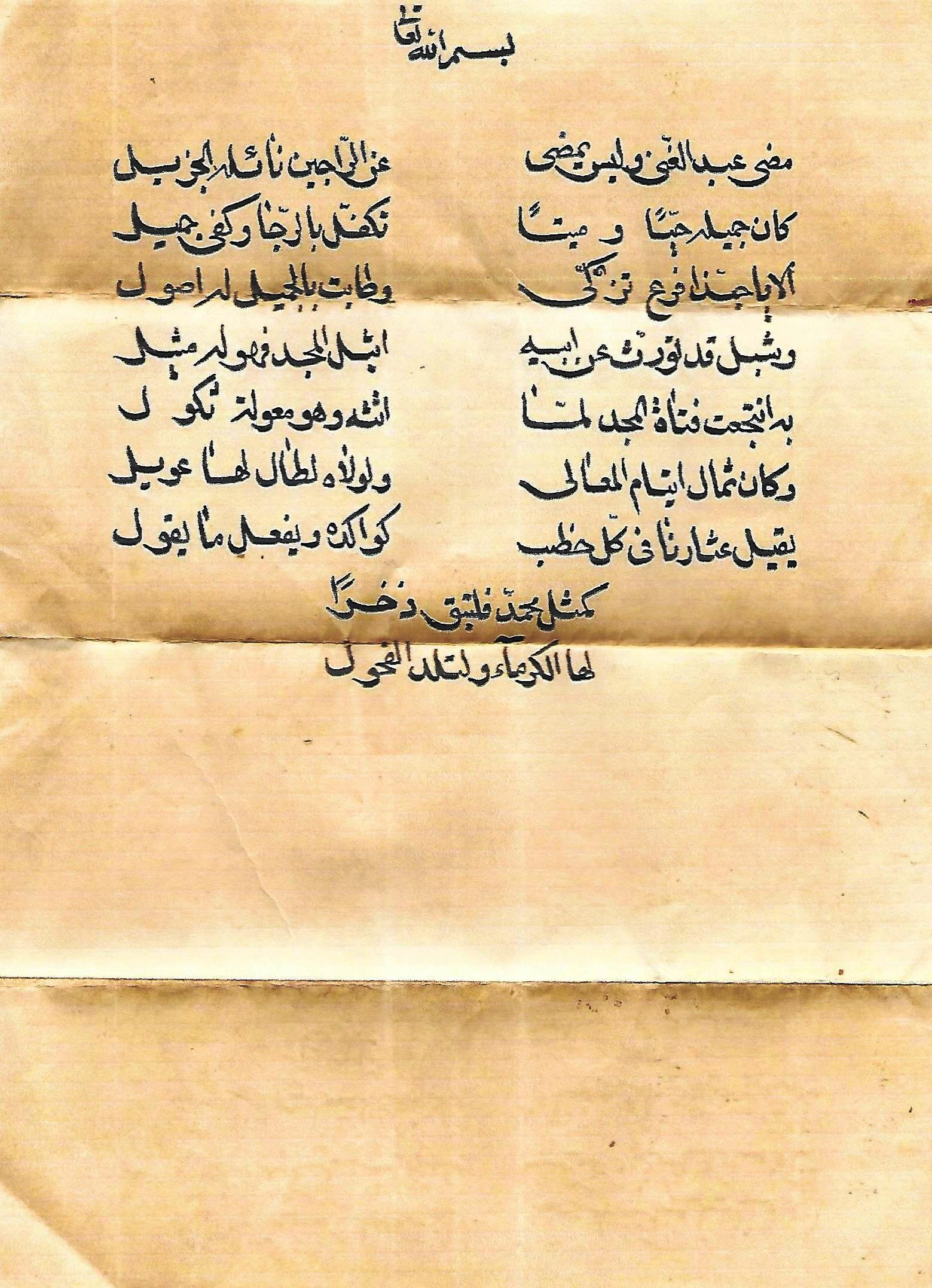
مخطوط يحوي على أبيات شعر في رثاء المفتي عبد الغني آل جميل ببغداد عام 1863

الرِثاء هو تِعداد خِصال الميت مع التفجّع عليه والتأسّي والتعزّي بما كان يتصف به من صفات حسنة كالكرم والشجاعة والعفة والعدل والعقل ونصرة المظلوم.
ويتألف قِوامُ القصيدة الرثائية في الأغلب من عناصر أربعة ترد متراتبة على النحو التالي: الاستهلال وهو حتمية الموت ويليه العنصر الثاني وهو التفجّع ومن معانيه تحديد أسباب الفاجعة (كيف حصل موت المرثيّ) وزمانها ومكانها ثم إبراز تأثير الفاجعة في أهل المرثي وفي الراثي الشاعر ثم العنصر الثالث وهو التأبين ويكون بتعداد خصال الميت وترد مختلفة باختلاف سنّ المرثي فإن كان شابا أو كهلا تُرصد معاني تأبين مخصوصة قائمة على الشجاعة والعفة والعدل والعقل والكرم وإن كان طفلا فإنّ المعاني تأتي ضامرة، ورمزية، مدارها على البراءة والطهر والغضاضة والنضارة وإن كان شيخا فإن التأبين سينهض على معاني الوقار والتوبة والورع. وإن كان امرأة فله معان تخصّ محاسن النساء الخَلقية والخُلقية وأمّا العنصر الرابع والأخير فيتضمّن التأسّي والتعزّي.

## أصناف المرثيين
ويُصنّف الرثاء حسب طبيعة المرثي. ومنه:
- رثاء الإنسان (كالرثاء العائلي: الوالدين، الأبناء، الزوجة، الأخت، الجدة)؛ ورثاء الأصدقاء؛ ورثاء أصحاب السلطة …).
- رثاء غير الإنسان (من قبيل رثاء الحيوان الأليف، ورثاء المدن والممالك، ورثاء القصور ورثاء مظاهر الحضارة الإسلامية كما في رثاء الأندلس. وغيرها).
- رثاء من صنف خاص هو رثاء الراثي ذاته الذي غدا مرثياً، فتحوّل الرثاء بذلك إلى اغتراب وحنين وشعور بالغمّ الوجودي وتزييه بنزعة تأملية فلسفية يمكن أن نصادفها لدى البعض من قبيل ابن حمديس الصقلّي.

## في اللغة
يرتبط المدلول اللغوي لــ (الرثاء)بالميت والبكاء.وهما في الأصل مصدر للفعل (رثى) فيقال:«رثيت الميت رثياً ورِثاءً ومرثاةً ومرثية»(1).
«ويدل (رثى) في أصله اللغوي على التوجع والإشفاق»(2).
وأخذ مدلول الرثاء يرتبط بالقصيدة الشعرية، ويقول ابن فارس: بأن «الراء والثاء والحرف المعتل أُصَيْلٌ على رِقّة وإشفاق. يقال رثَيْتُ لفُلان: رقَقتُ. ومن الباب قولُهم رَثَى الميِّت بشعرٍ. ومن العرب من يقول: رَثَأْت. وليس بالأصل»(3).
وكذلك الرثاء في اللغة يعني: بكاء الميت وتعدد محاسنه.
يقول ابن منظور: «رَثى فلان فلاناً يَرْثيهِ رَثْياً ومَرْثِيَةً إِذا بكاهُ بعد مَوته.فإِن مدَحَه بعد موته قيل رثَّاهُ يُرَثِّيه تَرْثِيةً. ورَثَيْت الميّتَ رَثْياً ورِثاءً ومَرْثاةً ومَرْثِيةً ورَثَّيْته: مَدَحْته بعد الموت وبَكَيْته. ورثَوْت الميّت أَيضاً إِذا بكَيْته وعدَّدت محاسنه، وكذلك إِذا نظَمْت فيه شعراً»(1).
وعرفه بعضهم بأنه«حسن الثناء على الميت»(2).
وقيل في رثى: «رثى الميت رثيا ورثاء ورثاية ومرثاة ومرثية بكاه بعد موته وعدد محاسنه، ويقال رثاه بقصيدة ورثاه بكلمة، وله رحمة ورق له؛ (رثاه) مدحه بعد موته (المرثاة) ما يرثى به الميت من شعر وغيره»(3).

## ألوان للرثاء
«والرثاء يتلون بحسب درجة التأثر لذلك رصدوا له ثلاثة ألوان، هي الندب، والتأبين، والعزاء»(4).
والذي يخص بحثنا هو الندب. وهو «بكاء الأهل والأقارب حين يعصف بهم الموت»(5).

## ممن اشتهر بالرثاء
- الخنساء وقد برعت من بين النساء في شعر الرثاء. وكانت على رأسهن، والتي اشتهرت برثائها لأخويها صخر ومعاوية.
- حسان بن ثابت وقد رثى عثمان بن عفان بقصيدة مطلعها :

مَنْ سَرّهُ الموْتُ صِرْفاً لا مِزَاجَ لهُ *** فلْيأتِ مأسَدة ً في دارِ عُثمانا
مستحقبي حلقِ الماذيّ قد سعفتْ *** فوْقَ المَخاطِمِ، بَيْضٌ زَانَ أبدانا
ضحّوا بأشمطَ عنوانُ السجود بِهِ *** يُقَطّع الليل تسبيحاً وقرآنا
- أبي ذؤيب الهذلي: وقد اشتهر برثاء أبنائه الأربعة.
- علي الحصري القيرواني الضرير، وقد اشتهر برثائه ابنه عبد الغني فخصّه بمراث كثيرة جمعها في ديوان مستقل أطلق عليه عنوان: «اقتراح القريح واجتراح الجريح».[1]
- ابن الرومي الذي ارثى ابناءه الذين ماتوا واحداً تلو الآخر.
- مالك بن الريب وقد اشتهر بقصيدته التي يرثي فيها نفسه.
- سالم ابن داره العبدلي الغطفاني
قال سالم بن دارة في هجاء مرّة بن واقع الفزاري حين طلق زوجته بسبب فقره:

استشهد به بعض النحاة على جواز نداء الضمير «أنت» بالأداة «يا».
- الشريف الرضي الذي عرف برثائه للإمام الحسين بن علي.
- حيدر الحلي الشاعر العراقي الذي خصص أغلب ديوانه لرثاء أهل البيت النبوي ولا سيما الإمام الحسين.